# Џемадан
Џемадан је својеврсни прслук ношен преко кошуље као у оквиру мушке народне ношње ношене зими у свечаним приликама. Ношен је на разним местима, али највише се носио у југозапданој Србији, источној и средњој Босни, Херцеговини и Црној Гори. Шивен је од белог или црног сукна, а понекад и од црвене чохе.
Овај хаљетак се у различитим крајевма звао и џамадан или преклопник, што је чешће коришћено у Србији. Сама реч џемадан- џамадан је турско-персијксог порекла.

## Изглед и ношење
У околини Београда током XIX и XX века џемадан је ношен и зими и лети, са гуњем крџалинцем и углавном са кошуљом, али не и са чакширама. Остало је забележено да су и народни прваци, вође устанака и други цењенији појединци носили ову одећу, за разлику од већине просечног грађанства која је носила једноставније одећу. Био је најчешђе прављен без рукава, дужине испод појаса и расечен на предњој страни. Спреда се закопчавао целом дужином и био је често украшен свиленим гајтанима. Преко њега се често носио гуњ крџалинац.
Џемадан Сјеничко-пештерској висоравни био израђен од белог сукна, украшен по ивицама црним вуненим сирадама, ређе гајтанима. Сираде су плетене од пет струка вунених конаца без калема. Преклапао се на грудима се преклапао и закопчавао се уздуж са предње стране али на центру, већ мало по страни. Предњи крајеви су имали 1-2 зупчасто исечена краја по којима су биле пришивене црне сираде у 3-4 или 5-6 редова. Нису сви џемадани имали зупчасте ивице, некима су ивице предњих крајева биле равне, али и оне су биле украшаване сирадама. И овде је џемадан често ношен преко кошуље, а прео њега би били ношени гуња или милтан дугих рукава, али је редослед могао бити и обрнут.
У рашко-косовским крајевима ѕемадан се кројио и од црвеног сукна.
Џемадани су били један од основних сукнених хаљетака у Сјеничко-пештерској висоравни, Косову и Метохији, Ибарском Колашину, у Штавицама, у околини Новог Пазара, Брдареву, као и у Васојевићима и другим деловима Црне Горе,
У Црној Гори, а касније и у источној Херцеговини преко џемадана ношен је гуњ,односно бјелача, израђен од белог сукна, док се у босанско-херцеговачким крајевима као и у југозападној Србији уз зубун и џемадан носио гуњ, копоран израђен од црног сукна.